# محمد باهي حرمة
محمد باهي حرمة (1930 - 1996)، هو صحافي وسياسي وشاعر وروائي ومفكر. مغربي من اصول موريتانية، هو إحدى أيقونات النضال السياسي المغربي، الذي راكم تجربة صحافية وسياسية ممتدة امتداد شخصيته. لد سنة 1930 في بلدة الركيز الموريتانية، إنتقل إلى المغرب سنة 1955.
أصبح قائدا حزبيا من قادة اليسار المغربي، قائد شكل المغرب العمق الآخر في شخصيته وتكوينه وذاكرته وعلاقاته، واستوطنت قضاياه وعيه ومتخيله ووجدانه. رافق جيش التحرير في 1962 إلى وجدة ثم مغنية فوهران والجزائر العاصمة، ولم يعد إلا في ‍1982 حيث قضى عشرين سنة في الجزائر.
عينه عبد الرحمن اليوسفي مستشارا إعلاميا له وذلك في 14 ماي 1996، وكلفه بالإشراف على إعادة هيكلة هيئة تحرير جريدة «الاتحاد الاشتراكي»، بالنظر إلى التجربة التي راكمها في العديد من الصحف، خاصة صحيفة «المجاهد» الجزائرية التي كان يديرها، إضافة إلى ارتباط باهي بصحافة الحزب مدة طويلة، عبر إطلالته الشهيرة «رسالة باريس»،

## المنفى
بعد رحلة طويلة قضاها بالمنفى، قاربت أربعة عقود كلها حلم ومعاناة وغربة، سيقرر محمد باهي حرمة العودة إلى المغرب سنة 1996 حاملا مشروعا متكاملا لتطوير صحافة الحزب، من خلال وضع تجربته المهنية والفكرية كلها لهذه المهمة، غير أن مشروعه اصطدم بمقاومة كبيرة لم يكن يتوقعها من رفاقه، لأن إحداث الثورة في الجريدة تعني بالضرورة الثورة على التنظيم السياسي الذي يصدرها، مما أثر على نفسيته، التي تأثرت أيضا بفقدان إحدى ابنتيه في حادثة سير بعد أيام قليلة من وصوله إلى المغرب.

## وفاته
توفي يوم 4 يونيو 1996 بإحدى المصحات بمدينة الدار البيضاء، إثر نوبة قلبية حادة.
تعددت الروايات حول أسباب وفاة محمد باهي، الصحفي الذي ارتبط طويلا بجريدة «المحرر» قبل أن تغير جلدها، لكن المقربين من دائرة القرار في الحزب والصحيفة، يؤكدون أن الوفاة لها علاقة بأزمته المهنية مع رفاق الدرب.
قال إدريس الخوري، في إحدى خرجاته الإعلامية، إن «خلافات محمد باهي مع بعض القياديين في الاتحاد الاشتراكي، وبعض صحافيي جريدة الحزب الذين رفضوا تعيينه على رأس الجريدة، فألمت به أزمة كانت السبب في وفاته».
وأضاف أن اصطداما حصل داخل المؤسسة الإعلامية، بمجرد أن علم صحافيان بمجيء محمد باهي للإشراف على جريدة «الاتحاد الاشتراكي»، «حز في نفس باهي السلوك العدواني لهذين الشخصين إزاءه، وانعكس عليه ذلك صحيا، لأنه كان مريضا بالقلب، فلم يتحمل الإساءة وتوفي وفي قلبه شيء منهما».

## من مؤلفاته
- كتاب: «رسالة باريس», عمل ضخم، أشرف على إعداده الكاتب أمبارك بودرقة، يتضمن خمسة كتب، مخصصة لتجميع «رسالة باريس»، وهي المقالة الأسبوعية التي ظلت تنشر في جريدة الاتحاد الاشتراكي المغربية، قرابة عقد (1986-1996).[5]
- الجزائر في مفترق الطرق

## كُتب عنه
الكاتب عبد الرحمن منيف، خصص له كتابا كاملا أسماه ‘عروة الزمن الباهي’ (الصادر سنة 1997).

## جوائز واوسمة
- وشح العاهل المغربي الملك محمد السادس الصحفي الراحل من أصل موريتاني محمد باهي حرمة، وذلك بمناسبة الذكرى السابعة عشرة لعيد العرش، وقد منح وسام العرش من درجة ضابط وتسلمته زوجته فاطمة أرسيم.[7]